# Apocephalus conecitonis
Apocephalus conecitonis är en tvåvingeart som beskrevs av Brown 2000. Apocephalus conecitonis ingår i släktet Apocephalus och familjen puckelflugor. Inga underarter finns listade i Catalogue of Life.